# 톡식
톡식(TOXIC)은 대한민국의 록 밴드이다. 김정우(기타, 보컬, 키보드)와 김슬옹(드럼, 보컬)으로 구성된 2인조 밴드이다.
2010년 10월 31일, 롤링홀에서 첫공연을 가지며 클럽 공연을 시작했으며 2011년 10월 15일, KBS 밴드 오디션 TOP 밴드에서 우승하며 알려졌다. 톡식은 TOP 밴드 심사위원이었던 유영석에게 "본능을 자극하는 음악을 하는 밴드"라는 평을 들었으며 김종진으로부터는 "2인조 사운드임에도 가장 공격적이고 가장 파괴적이라는 평을 들었으며 방송을 통해 음악 전문가와 대중으로부터 차세대 락스타로 가능성을 인정받았다. 이후 TV, 라디오등 각종 방송활동을 시작했고, 여러 공연과 락페스티발에 초청되어 무대를 가졌으며, 각종 패션 잡지의 화보를 촬영하였고 드라마에도 출연하였다. 2012년 10월 4일, 독립 레이블 DMZ에서 TnC 엔터테인먼트로 메이저 계약을 체결해 발표하였고 10월 11일, 첫 번째 미니 음반 《First Bridge》를 발표했다.
세 번째 미니 음반까지 발매한 후, 김정우가 군 복무에 들어갔고, 김정우가 복무를 마친 뒤 김슬옹이 입대하여 2019년 9월에 사회복무요원으로 복무를 마쳤다.

## 음반 목록

### EP
| 순서 | 음반 정보                                   | 트랙 리스트 |
| ---- | ------------------------------------------- | --- |
| 1    | 《First Bridge》 - 발매일: 2012년 10월 12일 | 1. Get Out 2. 외로워 3. 질려 4. No More 5. Get Out (Remix) 6. 외로워 (Inst.)                                       |
| 2    | 《Count Down》 - 발매일: 2013년 7월 22일    | 1. Count Down 2. 외로워 (Rock Ver.) 3. 잠시라도 그대 4. Midnight 5. Into The Night 6. 이상형 7. Count Down (Inst.) |
| 3    | 《Time》 - 발매일: 2014년 10월 10일         | 1. Today 2. Mayday 3. Time 4. Deja Vu 5. One Dream 6. 잠시 후 이별 (Outro)                                         |

## 활동

### 드라마 출연
- KBS 《드림하이 2》 1화 게스트 출연 (2012년)
- Mnet 《OK-Punk!》 김슬옹 출연 (2011년 12월 15일 ~ 2012년 3월 1일)
- KBS 《드라마 스페셜 '인생에서 가장 빛나는 시간'》 출연 (2012년) (장기련 역: 김슬옹, 이동근 역: 김정우)

### 라디오 진행
- KBS 라디오 《홍진경의 두시》 고정출연 
(2011년 11월 19일 ~ 2012년 11월 11일)

### 광고 모델
- 팬택 스마트폰 '베가R3' (2012년)

### 수상 경력
- 2011년 《TOP밴드》 우승[6]